# 적분 판정법

조화급수에 적용한 적분판정법. 곡선, 아래쪽의 면적이 무한하므로 직사각형들의 총면적 역시 무한하다.

미적분학에서 적분 판정법(積分判別法, integral test)은 음이 아닌 실수 항 급수와 음이 아닌 실수 값 함수의 이상 적분의 수렴성 사이의 관계를 나타내는 수렴 판정법이다.

## 정의와 증명
음이 아닌 실수 값 감소함수
{\displaystyle f\colon [0,\infty )\to [0,\infty )}
{\displaystyle \forall x,y\in [0,\infty )\colon x\leq y\implies f(x)\geq f(y)}
가 주어졌다고 하자. (특히, {\displaystyle f}는 임의의 {\displaystyle [0,a]\subseteq [0,\infty )}에서 리만 적분 가능하다.) 적분 판정법에 따르면,  다음 두 조건이 서로 동치이다.:138–139, Exercise 8:290, Proposition 11.6.4
- 급수 {\displaystyle \sum _{n=0}^{\infty }f(n)}는 수렴한다.
- 이상 적분 {\displaystyle \int _{0}^{\infty }f(x)\,dx}은 수렴한다.

또한, (수렴 여부와 관계 없이) 다음 부등식이 성립한다.
{\displaystyle \int _{0}^{\infty }f(x)\,dx\leq \sum _{n=0}^{\infty }f(n)\leq f(0)+\int _{0}^{\infty }f(x)\,dx}
증명:
음이 아닌 실수 항 급수의 합과 음이 아닌 실수 값 리만 적분 가능 함수의 이상 적분의 값은 음이 아닌 확장된 실수로서 항상 존재하며, 이들의 수렴 여부는 합이나 적분 값의 유한한지 여부와 동치이다. 임의의 {\displaystyle n\in \{0,1,2,\dots \}} 및 {\displaystyle n\leq x\leq n+1}에 대하여,
{\displaystyle f(n+1)\leq f(x)\leq f(n)}
이다. {\displaystyle [n,n+1]} 위의 리만 적분을 취하면
{\displaystyle f(n+1)\leq \int _{n}^{n+1}f(x)\,dx\leq f(n)}
이 된다. {\displaystyle n\in \{0,1,2,\dots \}}에 대한 급수를 취하면
{\displaystyle \sum _{n=1}^{\infty }f(n)\leq \int _{0}^{\infty }f(x)\,dx\leq \sum _{n=0}^{\infty }f(n)}
이 된다. 이는
{\displaystyle {\begin{aligned}\sum _{n=0}^{\infty }\int _{n}^{n+1}f(x)\,dx&=\lim _{n\to \infty }\sum _{i=0}^{n}\int _{i}^{i+1}f(x)\,dx\\&=\lim _{n\to \infty }\int _{0}^{n+1}f(x)\,dx\\&=\int _{0}^{\infty }f(x)\,dx\end{aligned}}}
임에 따른다. 따라서, 만약
{\displaystyle \sum _{n=0}^{\infty }f(n)<\infty }
라면
{\displaystyle \int _{0}^{\infty }f(x)\,dx\leq \sum _{n=0}^{\infty }f(n)<\infty }
이며, 만약
{\displaystyle \int _{0}^{\infty }f(x)\,dx<\infty }
라면
{\displaystyle \sum _{n=0}^{\infty }f(n)=f(0)+\sum _{n=1}^{\infty }f(n)\leq a_{0}+\int _{0}^{\infty }f(x)\,dx<\infty }
이다. 즉, 수렴 여부가 동치다.

## 예
급수
{\displaystyle \sum _{n=1}^{\infty }{\frac {1}{n^{p}}}\qquad (p\in \mathbb {R} )}
를 생각하자. (혹자는 이를 p-급수(영어: p-series)라고 부른다.) 만약 {\displaystyle p\leq 0}이라면, 이 급수는 자명하게 발산한다. 이제, {\displaystyle p>0}이라고 가정하자. 적분 판정법에 따라, 이 급수의 수렴 여부는 다음 이상 적분이 수렴하는지 여부와 동치이다.
{\displaystyle \int _{1}^{\infty }{\frac {dx}{x^{p}}}}
만약 {\displaystyle p=1}이라면,
{\displaystyle \int _{1}^{\infty }{\frac {dx}{x}}=\lim _{x\to \infty }\int _{1}^{x}{\frac {dt}{t}}=\lim _{x\to \infty }(\ln x-\ln 1)=\infty }
이다. 만약 {\displaystyle p\neq 1}이라면,
{\displaystyle \int _{1}^{\infty }{\frac {dx}{x^{p}}}=\lim _{x\to \infty }\int _{1}^{x}{\frac {dt}{t^{p}}}=\lim _{x\to \infty }\left({\frac {x^{1-p}}{1-p}}-{\frac {1}{1-p}}\right)={\begin{cases}\infty &p<1\\1/(p-1)&p>1\end{cases}}}
이다. 따라서, 이 급수는 {\displaystyle p>1}일 때 수렴하며, {\displaystyle p\leq 1}일 때 발산한다. 비 판정법이나 근 판정법은 이 급수의 수렴 여부를 알아낼 수 없다. 라베 판정법의 증명은 이 급수의 {\displaystyle p}에 따른 수렴 여부에 기반한다.
보다 일반적으로, 급수
{\displaystyle \sum _{n=2}^{\infty }{\frac {1}{n^{p}\ln ^{q}n}}\qquad (p,q\in \mathbb {R} )}
를 생각하자. 이전 예 및 비교 판정법에 의하여, 이 급수는 {\displaystyle p>1}일 때 수렴하며, {\displaystyle p<1}일 때 발산한다. 이제 {\displaystyle p=1}이라고 가정하자. 적분 판정법에 따라, 급수의 수렴 여부는 이상 적분
{\displaystyle \int _{2}^{\infty }{\frac {dx}{x\ln ^{q}x}}}
의 수렴 여부와 같다. 이는
{\displaystyle (x^{-1}\ln ^{-q}x)'=-x^{-2}\ln ^{-q}x+x^{-1}(-q)\ln ^{-q-1}x\cdot x^{-1}=-x^{-2}\ln ^{-q-1}x(\ln x+q)<0\qquad (x\gg 1)}
임에 따른다. 만약 {\displaystyle q=1}이라면,
{\displaystyle \int _{2}^{\infty }{\frac {dx}{x\ln x}}=\lim _{x\to \infty }\int _{2}^{x}{\frac {dt}{t\ln t}}=\lim _{x\to \infty }(\ln \ln x-\ln \ln 2)=\infty }
이다. 만약 {\displaystyle q\neq 1}이라면,
{\displaystyle \int _{2}^{\infty }{\frac {dx}{x\ln ^{q}x}}=\lim _{x\to \infty }\int _{2}^{x}{\frac {dt}{t\ln ^{q}t}}=\lim _{x\to \infty }\left({\frac {\ln ^{1-q}x}{1-q}}-{\frac {\ln ^{1-q}2}{1-q}}\right)={\begin{cases}\infty &q<1\\-\ln ^{1-q}2/(1-q)&q>1\end{cases}}}
이다. 따라서, 이 급수는 {\displaystyle p>1}이거나 {\displaystyle p=1}, {\displaystyle q>1}일 때 수렴하며, {\displaystyle p=1}, {\displaystyle q\leq 1}이거나 {\displaystyle p<1}일 때 발산한다. 비 판정법·근 판정법·라베 판정법은 이 급수의 수렴 여부를 알아낼 수 없다. 베르트랑 판정법의 증명은 이 급수의 {\displaystyle (p,q)}에 따른 수렴 여부에 기반한다.
마찬가지로, 급수
{\displaystyle \sum _{n=\underbrace {{\mathrm {e} }^{{\mathrm {e} }^{\cdots ^{{\mathrm {e} }^{2}}}}} _{k-1}}^{\infty }{\frac {1}{n^{p_{0}}(\ln n)^{p_{1}}\cdots (\underbrace {\ln \cdots \ln } _{k}\,n)^{p_{k}}}}}
의 수렴 여부 또한 적분 판정법을 통하여 구할 수 있다. {\displaystyle \mathbb {R} ^{k+1}} 위의 사전식 순서를 {\displaystyle \preceq }로 적을 때, 이 급수는 {\displaystyle (p_{0},\dots ,p_{k})\succ (1,\dots ,1)}일 때 수렴하며, {\displaystyle (p_{0},\dots ,p_{k})\preceq (1,\dots ,1)}일 때 발산한다.

## 같이 보기
- 수렴판정법
- 비교 판정법
- 지배 수렴 정리
- 극한 비교 판정법
- 단조 수렴 정리